# バーク・ウィルズ探検隊

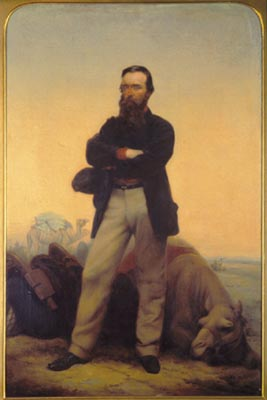
隊長ロバート・バーク、ウィリアム・ストラット画

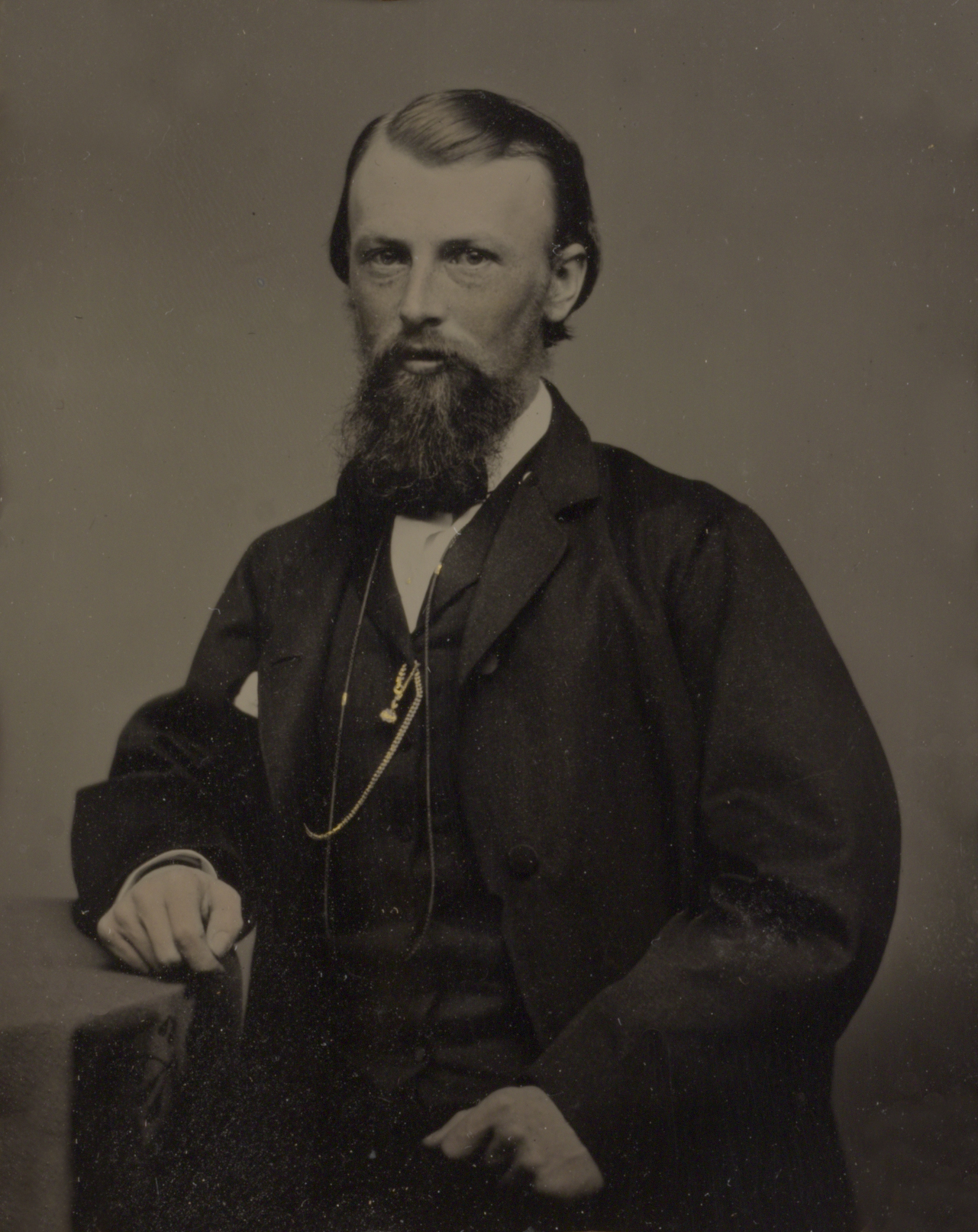
副隊長ウィリアム・ウィルズ

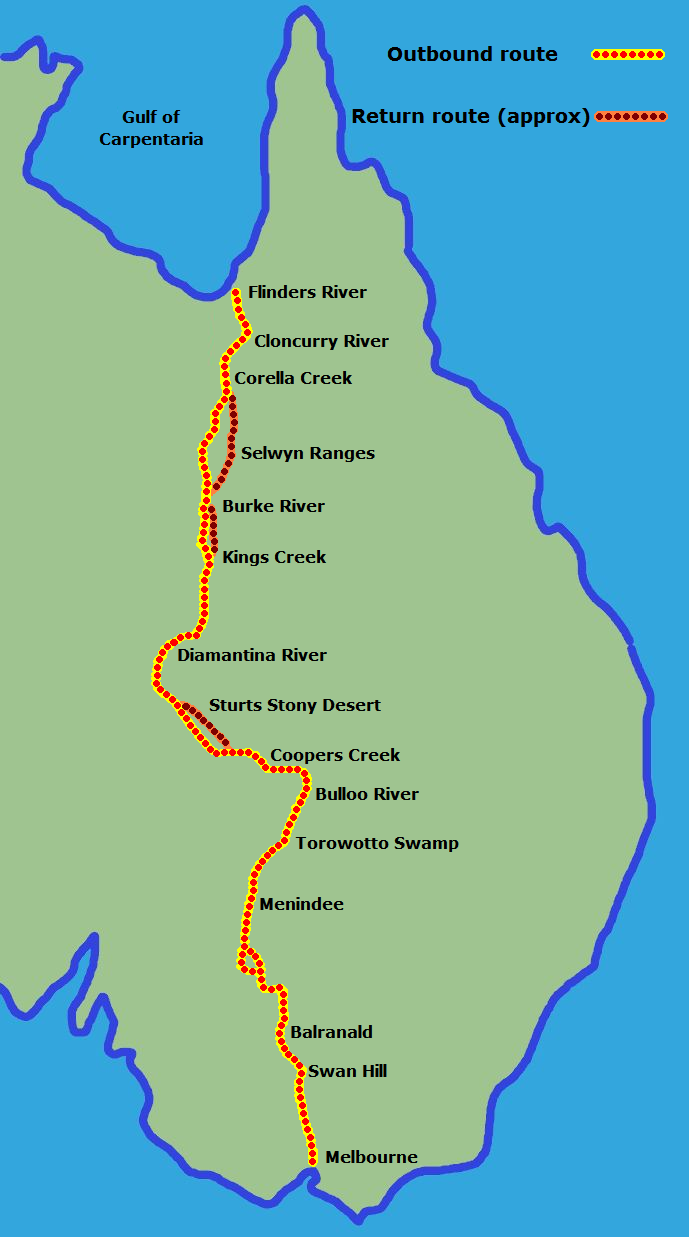
南のメルボルンが出発地点

バーク・ウィルズ探検隊 （Burke and Wills Expedition）とは、1860年から1861年にかけてロバート・オハラ・バーク（Robert O'Hara Burke）とウィリアム・ジョン・ウィルズ（William John Wills）が率いた総勢19名の探検隊のこと。当時、オーストラリア内陸部を探険した者は先住民以外になく、ヨーロッパ系移民たちにとって未知の世界だった。
彼らはオーストラリア大陸縦断を目指し、南のメルボルンから2,800キロ離れたカーペンタリア湾まで到達した。南から北へ向かった往路は達成した（ただし、北部の海岸線から5キロ内陸の沼地で引き返している）が、指導者の力量不足と不運が重なり、合計7名が死亡し、全行程を探険してメルボルンへ帰還したのは最も若いジョン・キングのみであった。

## 背景
1851年、金がビクトリア植民地で発見されると、瞬く間に起こったゴールドラッシュでおびただしい数の移民が殺到した。メルボルンはオーストラリア最大の都市となり、植民地は驚異的に富むことになった。この一大ブームはおよそ40年続き、この時代は『驚嘆すべきメルボルン』（marvellous Melbourne）と呼ばれる。イギリスから金を求めてやってきた、ある程度の教育のある人々が増え、学校、教会、学術団体、図書館、美術館を造っていった。メルボルン大学は1855年に創立され、ビクトリア州立図書館は1856年に建てられた。ヴィクトリア学術協会は1854年に創立され、1859年に勅許を授けられて王立ヴィクトリア学会となった。
1857年、ヴィクトリア学術協会は、探険隊を組織することが実際的かどうか、調査するための探険委員会を設置した。オーストラリア内陸部の探険については、ニューサウスウェールズと南オーストラリアでは強い要求があったが、ビクトリアではさほど熱狂的ではなかった。王立ヴィクトリア学会（前述のように、学術協会より改組）の資金調達委員会に対し、匿名の寄付1,000ポンドがあったにもかかわらず、衆目を引くことはなかった。十分な資金が集まって探検隊が結成がされた時には、すでに1860年になっていた 。学会は、ビクトリア植民地探検隊の隊長を募集し、内陸の砂漠で乗り物となるヒトコブラクダ24頭を買い付けにジョージ・ランドルズをインドへ派遣した。
数名の候補が挙げられ、学会は1860年初頭に会合を開き、ロバート・バークを隊長、ラクダを買い付けたランドルズを副隊長、ウィリアム・ウィルズを第3位の補佐とした。
バークとウィルズの2人は探険の経験がなかったが、選ばれたのは不可解である。バークはアイルランド生まれの元オーストリア軍士官で、のちに警察に転じて警視を務めたが、未開地を探検する経験は実質的になかった。ウィルズは測量技師で気象学者であったため、荒野での生活においてはバークよりも経験を積んでいた。結果的にバークのリーダーシップはこのプロジェクトの大きなマイナス要因となってしまった。

## 出発
探検隊は、1860年8月20日午後4時頃、15,000人の観衆が見守る中、メルボルン市内のロイヤル・パークを出発した。19名の探検隊中、イギリス人5人、アイルランド人5人、インド人セポイ4人、ドイツ人3人、米国人1人であった。隊は6つの荷馬車と、この任務のため特別にインドから輸入された27頭のラクダを連れていた。
探検隊には大量の備品が支給された。6トンの燃料用木材、2年分の食糧、スギ材で表面を覆ったオークの野営用テーブルと2つの椅子、のろし、旗、中国製の銅鑼である。備品全ての重さは20トンにもなった。隊員フランシス・カデルが備品を船でアデレードから輸送させ、マレー川とダーリング川で陸揚げすればよいと進言したが、バークは取り上げることなく、全てを6つの馬車に積み込んだ。一つの荷馬車がロイヤル・パークを発ってすぐ、初日の真夜中にメルボルンの端エッセンドンに到着したばかりの時に壊れた。エッセンドンではさらに2台壊れた。激しい雨と悪路でビクトリア州を通過するのは困難で、時間を浪費することとなった。隊は1860年9月6日にスワン・ヒルに到着した。そこで隊は一部の備品と隊員数名を残した。9月24日のギャンバラで、バークはラクダに食糧の一部を運ばせることに決め、そのため数人の隊員が残りの行程を歩くことになった。10月初旬にビルバーカで、バークが60ガロンのラム酒の廃棄を決めたことから副隊長ランドルズと口論となった（ランドルズはこのラム酒が奥地でラクダの健康を保つのに必要だと主張していた）。ダーリング川沿いのキンチェガで、ランドルズは隊の外科医ヘルマン・ベックラーに伴われて隊から離脱した。補佐のウィルズが副隊長となった。
1859年7月、南オーストラリア植民地政府は、オーストラリア大陸南北縦断を成し遂げた者に2,000ポンド（2003年のレートに換算して約230,000豪ドル）の報奨金を出すと発表した。経験を積んだ探検家ジョン・マクドゥアル・スチュアートがこれに挑戦した。バークは、ステュアートが先に北岸に到達するかも知れないと焦り、ゆっくりした行程に我慢ができなくなっていた。隊が10月12日にメニンディーに到着したとき、バークは隊を分けて、自身を含む8名を選んでクーパーズ・クリークへ早く到達する計画をたてた。残る隊員には、後から大陸縦断を目指す者が通りかかったら捕まえて待つよう命じた。隊は10月19日にメニンディーを出発、補佐に選ばれたウィリアム・ライトがガイドをした。トロウォット湿地でライトはメニンディーへ引き返して残りの隊員と合流し、バークはクーパー・クリークへ進んだ。

## クーパー・クリーク
1860年、クーパー・クリークはヨーロッパ人の探検家が到達した最奥地であった。1845年にチャールズ・スタートが川を見つけ、1858年にもオーガスタス・グレゴリーが到達していた。バークは11月11日にこの地へ到着した。そして北部の下検分を行う間、キャンプ63（63番目の野営地という意味）を補給地として設営した。疫病をもたらすネズミを避けるため、隊員らはキャンプを移動させる必要に迫られ、さらに川下のバラー・バラー・ウォーターホールに2度目の補給地を設営した。このキャンプはキャンプ65で、彼らは防御柵を立ててこの地をフォート・ウィルズ（ウィルズ砦）と名付けた。
厳しい夏（オーストラリアでは、北半球の冬に相当する期間が夏である）の旅を避けるため、バークは秋（翌年3月）ごろまではクーパー・クリーク補給地で待機するであろうというのが大方の見方であった。しかし、バークは12月16日までそこにとどまっただけで、カーペンタリア湾に急行することを決定した。彼は再び隊を分け、補給所をウィリアム・ブラーエ、ドスト・マホメット、ウィリアム・パットン、トーマス・マクドノーに託した。バーク、ウィルズ、キング、グレイの4人は6頭のラクダと1頭の馬を連れ、ちょうど3か月分の食糧を携行して出発した。

## カーペンタリア湾

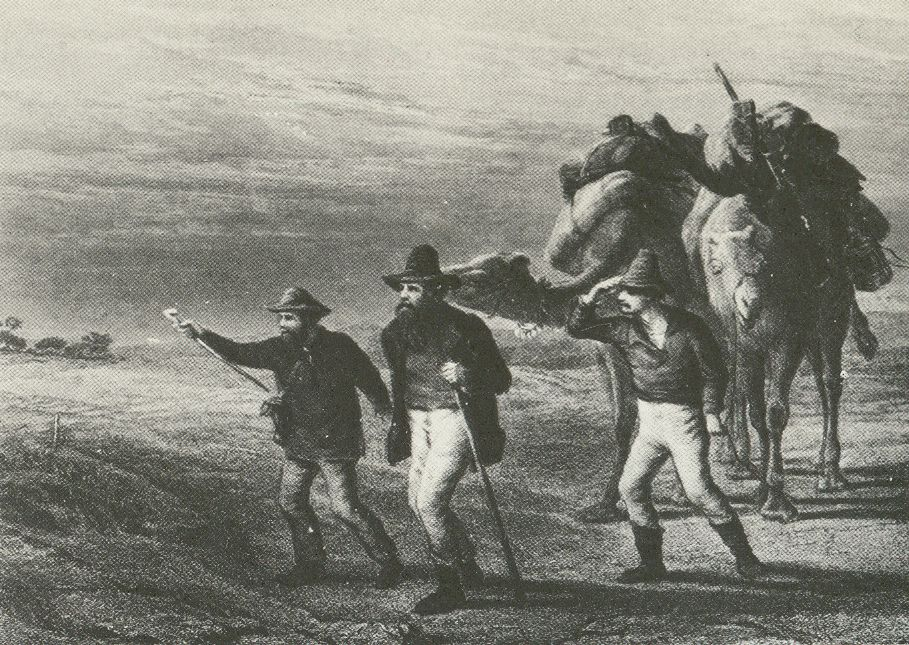
復路

1861年2月9日、バークらはフリンダーズ川デルタの支流リトル・バイノー川に到達した。水の塩からさと水位の干満で海の近いことは確認できたが、渡渉困難な湿地と食料の欠乏のため、彼らは海へ到達できなかった。バークとウィルズはキャンプ119にキングとグレイそしてラクダを残し、湿地を通り抜け24キロ進んだ所で引き返すことに決めた。その時点で食糧は絶望的な量となっていた。5週間分の食糧しか残っていないのに、彼らは10週間でクーパーズ・クリーク補給地へ引き返すことになったのである。
彼らが北を目指すうち、気候は暑く乾燥していたが、復路では雨季が始まり熱帯モンスーン気候特有の局地的豪雨が始まった。ゴラー・シンという名のラクダが歩けなくなって3月4日に乗り捨てられた。他の3頭は射殺されて途中で食糧にされた。隊は唯一の馬、ビリーをディアマンティナ川の岸辺で4月10日に射殺した。備品は、運んでいたラクダや馬が減るにつれ道々で捨てられた。これらの場所で復路キャンプ32が1994年に特定され、バーク・アンド・ウィルズ歴史協会は、2005年に発見されたラクダの骨を照合してこの探険時のものだと判定した。
彼らは食料を節約するためにスベリヒユを食べ、グレイが捕らえた体重5.0 kgのニシキヘビ（恐らくズグロニシキヘビ）も食べた。バークとグレイはすぐに赤痢にかかった。グレイは体調不良を訴えたが、他の隊員たちは仮病だとみていた。3月25日バーク川のほとりで、グレイは盗んだ小麦粉で粥を作り隠れて食べていたところを見つかり、バークに殴られた。グレイは、隊がポリゴナム湿地と呼んだこの地で、4月17日に赤痢で死亡した。グレイの死んだ場所は特定できず、南オーストラリアのマサカー湖だと一般的に信じられている。バークがグレイを殺した可能性はひとまず措かれたが、殴打したバークの酷薄さは議論の的となった。生き残った3人の男たちは、グレイを埋葬するため、そして自分たちも体力を回復させるために1日足を止めた。彼らはこの時点で飢えと疲労からひどく弱っていた。

## クーパー・クリークへの帰路

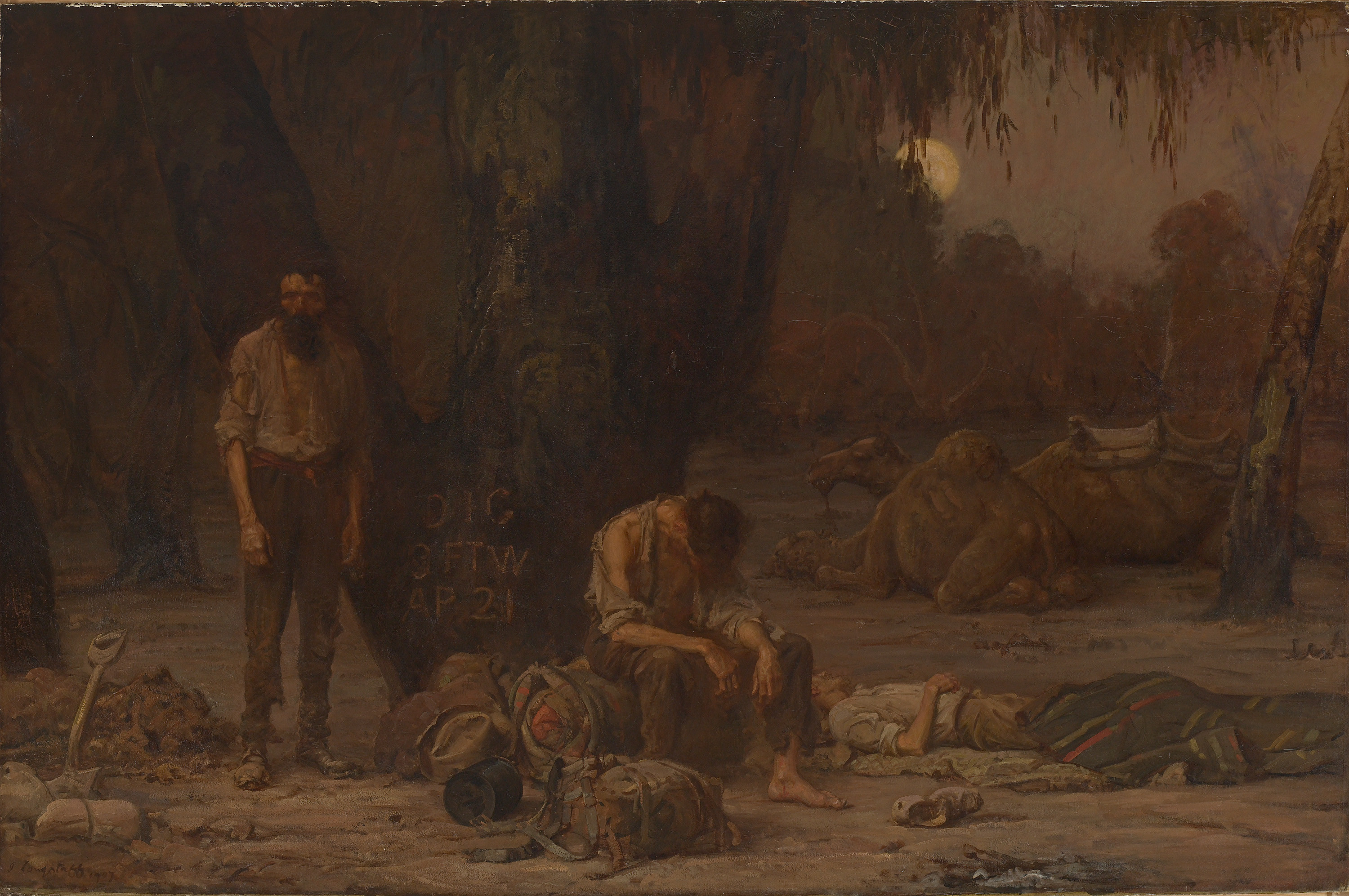
クーパー・クリークへ着いたバーク、ウィルズ、キング。ジョン・ロングスタッフ画

バークはブラーエに、補給隊は3か月間クーパー・クリークの補給地にとどまるよう頼んでいた。補給隊は実際は4か月以上とどまったが、彼らの食糧が底をつき始め、壊血病の兆しが現れ始めた。補給地の周囲にはビタミンを豊富に含むスベリヒユが生えていたが、これを食用に供する事は無かった。彼らはバーク隊がカーペンタリア湾から戻ってこられなかったと信じこんだ。ブラーエはクーパー・クリークを発つことに決め、メニンディーへ戻ることにした。しかし発つ前に、バークが戻った場合に備え食糧と手紙を埋め、その場所の目印となる木に伝言を刻んだ。
ブラーエが補給所を発つと決めたのは1861年4月21日の日曜日であったが、同じ日の夕方にバーク、ウィルズとキングがクーパー・クリーク補給地へたどり着いた。彼らが目にしたのは、無人の補給地だった。彼らは箱の中から食糧と手紙を取り出し、ブラーエ隊が自分たちを待つのをあきらめて今朝発ったことを知らされた。バークたちはわずか9時間違いでクーパー・クリーク補給地へやってきたのだった。3人はブラーエ隊を追いかける気力を失っていた。
彼らは休んで立ち直ろうとし、ブラーエ隊が残していったわずかな食糧で命をつないだ。そして彼らは最も海岸部から遠い南オーストラリアの辺境の定住地、マウント・ホープレスへ向かおうとした。これは、砂漠を通過する240キロの行程を旅することを意味した。彼らは絶望的な状況を紙に書き、それを目印の木の根本に埋めた。この一帯を救助隊が訪れることを期待したのである。彼らは木の目印を変えたり日付を変更をしなかった。4月23日、彼らは救助を求めて、マウント・ホープレスを目指してストルゼレツキ砂漠へ発った。
その間、メニンディーへ戻る途中のブラーエ隊は、備品を運んでクーパー・クリーク補給地へ向かうライト隊と出会った。2人の男が、補給地へ引き返してバーク達が戻っているかどうか確認することにした。彼らが5月8日にクーパー・クリーク補給地に着くと、すでにバークらはマウント・ホープレスへ向けて発った後で、無人であった。バークらはこの場所から35キロ離れた所にいた。目印の木は変わっておらず、ブラーエとライトはバークが戻ってこられなかったとみなした。彼らは、埋めた食糧と手紙がまだあるかどうか確かめなかった。彼らは合流して、メニンディーへ向けて出発した。
一方、ウィリアム・ライトが率いた別働隊についていえば、こちらはこちらで深刻な問題を抱えていた。彼はメニンディーからクーパー・クリークへ食糧と備品を供給することになっていた。しかし手持ちの資金が尽きかけていたのと運搬用の家畜が少なすぎたことから、彼は1月末まで動けなかったのである。のちに、バークとウィルズの死の原因は、最終的にライトの遅延に帰せられている（ニューイングランド大学におけるトム・バージン博士の修士論文は、その一部をライトの行動に関する詳細な研究にあてている。1982年）。酷暑と飲料水の欠乏がライト隊の移動を徐々に遅くさせ、先住民バンジガリ族とカレンガパ族に苦しめられた。隊の3人、ルートヴィヒ・ベッカー、チャールズ・ストーン、ウィリアム・パーセルが旅の途上栄養失調で死んだ。北へ向かう途上、ライトはバロー川のクーリアット・ウォーターホールで野営し、クーパー・クリーク補給地へ向かうバーク隊の痕跡を探した。彼がそこにいる間に、補給地からメニンディーへ引き返す途中のブラーエ隊に出会ったのである。

## ユーカリの木
ブラーエが、バラー・バラー・ウォーターホールで埋めた備品の目印とすべく刻まれた木は、クーリバ（ユーカリの一種 Eucalyptus microtheca）であった。ブラーエが彫った文は何であったが正しくは知られていない。『ここを掘れ』（"DIG under"）、『北西3フィートを掘れ』（"DIG 3 FEET N.W."）、あるいは『北東40フィートを掘れ』（"DIG 40 FEET N.E."）だったとされる。到着した日付と出発した日付がそれぞれ"Dec 6-60"と"Apr 21-61"と刻まれ、キャンプの番号も刻まれていた。

## 取り残された3人

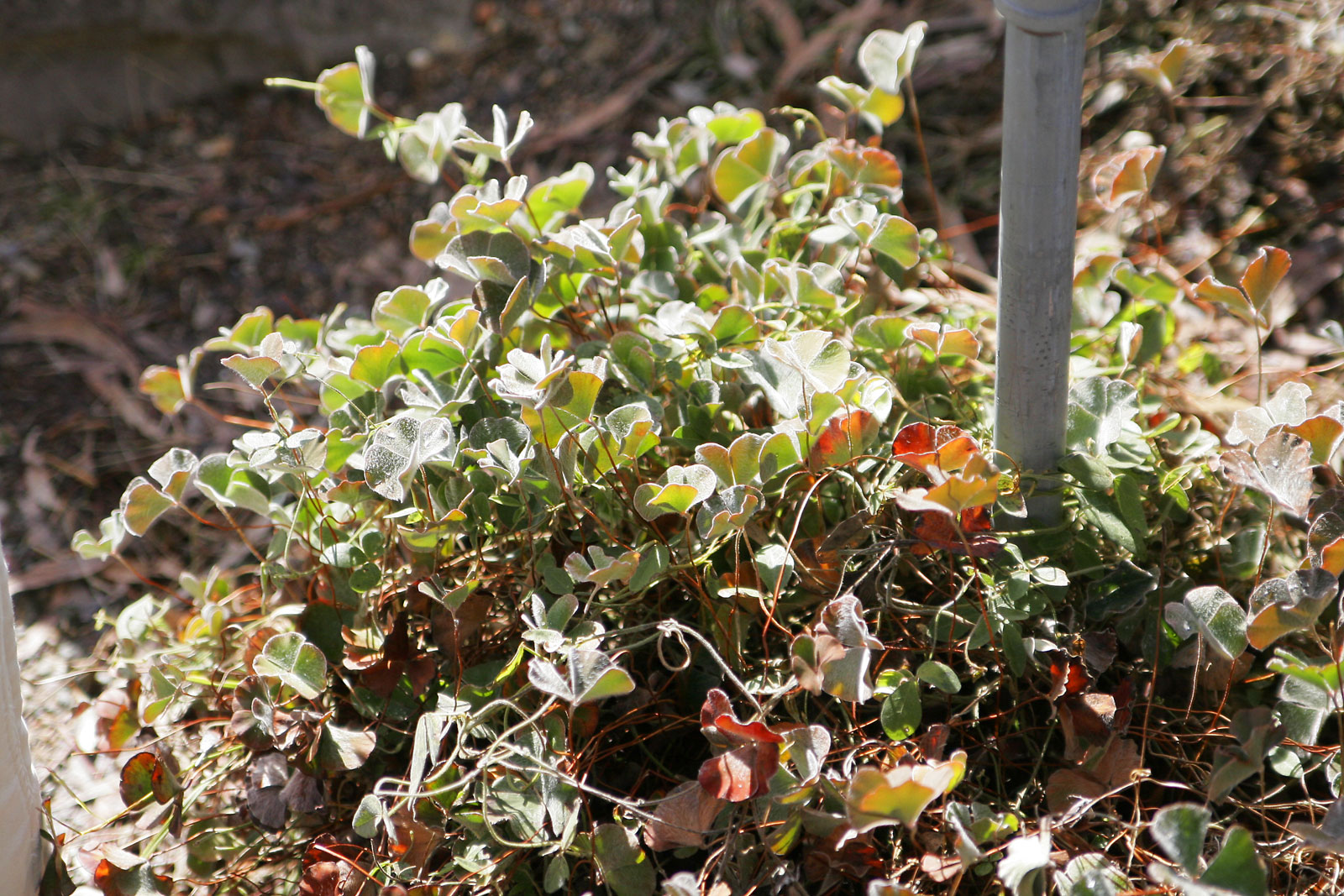
オーストラリアに自生するデンジソウの一種ナルドゥー

ユーカリの木から発ってすぐ、2頭のラクダ、ラージャとランダが死んだ。積み荷を運ぶ動物を失ったバーク、ウィルズ、キングは、ストレルツキ砂漠を横断することを諦め、クーパー・クリークへ戻らざるをえなくなった。既に食糧は底を突きかけ、彼らは体力を消耗していた。クーパー・クリークの先住民族アボリジニのヤンドルワンダ族が、彼らに魚や、パドルーという豆、地表に生えるナルドゥー（デンジソウの一種 Marsilea drummondii）の実（正確には胞子のう果）から作ったブッシュブレッド（Bush bread ）の一種を与えた（ナルドゥーはチアミンを破壊するチアミナーゼを含むため、大量に摂取すると脚気の原因となる）。ウィルズはユーカリの木のもとへ戻ると、旅の間つけてきたノートと日誌を、安全のため補給庫へ埋めた。バークは、何の供給も家畜も置いていかなかったブラーエへの批判を日誌に苦々しく記した。

## 死

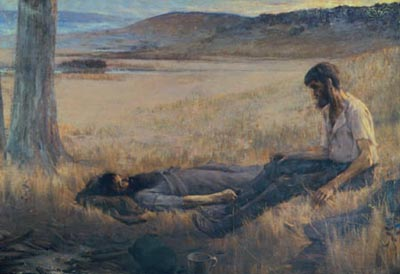
バークの死

クーパー・クリークで、3人は草のタネを集め、アボリジニたちから魚や焼いたネズミをもらって命をつないだ。1861年6月下旬、3人はユーカリの木の上流へ向かい、救助隊が到着したかどうかを見に戻ることにした。ウィルズは旅を続けるには弱りすぎていたので一人残ると主張し、少しばかりの食糧と飲料水をもらってブリーリー・ウォーターホールにとどまった。
バークは、1861年6月下旬に死亡した。確かな日付は不明であるが、1861年6月28日とされている。キングはバークの遺体を埋葬してウィルズの元へ戻ったが、既にウィルズは死亡していた。キングは、自分に食べ物をくれるアボリジニらの世話になることにした。
メルボルンで、いくつかの救助隊が結成された。ジョン・マッキンレーは南オーストラリア救助隊を、ウィリアム・ランズバラはクイーンズランド救助隊を指揮し、ウィリアム・ノーマンはHMCSヴィクトリア号でカーペンタリア湾上からアルバート川を航行した。フレデリック・ウォーカーはヴィクトリア救助隊を、そしてアルフレッド・ハウィットがクーパー・クリークへ向けてメルボルンを発った。
ハウィットは、クリークのユーカリの木へ1861年9月11日に到着した。そしてその4日後、キングがアボリジニに助けられ生存しているのが発見された。悲惨な状態で生き残ったキングはゆっくりとメルボルンへ移送され、のちに従妹と結婚するものの探険の精神的後遺症から回復することなく、9年後に肺結核で死亡した。

## クーパー・クリークで起こったことの要約
- 1860年11月11日 - バーク、ウィルズ、キング、グレイ、ブラーエ、マホメット、パットン、マクドノーが、クーパー・クリークで初めての補給地であるキャンプ57を設営
- 1860年11月20日 - 最初の補給キャンプがキャンプ63で設営
- 1860年12月6日 - 補給キャンプが川下のキャンプ65（ユーカリの木のある場所）へ移る
- 1860年12月16日 - バーク、ウィルズ、キング、グレイがカーペンタリア湾へ向けて出発
- 1860年12月16日-1861年4月21日 - ブラーエらがクーパー・クリーク補給キャンプにとどまる
- 1861年4月21日 - ブラーエ、備品を残し、木にメッセージを刻んでメニンディーへ発つ。同じ日の夕方、バーク、ウィルズ、キングがたどりつく
- 1861年4月23日 - バークらマウント・ホープレスへ向けて発つ
- 1861年5月7日 - 最後のラクダ、ラージャ死ぬ。クリークから十分な備品を運べなくなる
- 1861年5月8日 - ブラーエとライト、メッセージを刻んだ木の元へ戻る。15分だけとどまり、補給庫に埋められたバークの手紙に気づかず
- 1861年5月30日 - ウィルズ、マウント・ホープレス到達に失敗。木のもとへ戻り、安全のため持参のノートを埋める
- 1861年6月下旬から7月上旬 - バークとウィルズ、死亡
- 1861年9月11日 - アルフレッド・ウィリアム・ハウィット率いる救助隊が木のもとへ到着
- 1861年9月15日 - ハウィット隊、カーペンタリア湾へ到達した4人のうち唯一の生存者、ジョン・キングを発見

## 探検隊の死者
- チャールズ・グレイ - 1861年4月17日、ポリゴナム湿地
- チャールズ・ストーン - 1861年4月22日、クーリアット・ウォーターホール
- ウィリアム・パーセル - 1861年4月23日、クーリアット・ウォーターホール
- ルートヴィヒ・ベッカー - 1861年4月29日、クーリアット・ウォーターホール
- ウィリアム・パッテン - 1861年6月5日、デソレーション・キャンプ
- ウィリアム・ウィルズ - 1861年6月30日か1861年7月1日、ブリーリー・ウォーターホール
- ロバート・バーク - 1861年7月1日、バークス・ウォーターホール

## その後
ビクトリア州政府は、バークとウィルズの死に関して審理委員会を開いた。ハウィットがクーパー・クリークへ派遣され、バークとウィルズの遺体が掘り出された。2人の探検家たちの州葬が、1863年1月23日、メルボルンで行われた。葬儀の車は、10年前にウェリントン公の葬儀を行った際のものに似せて作られた。40,000人もの人々が葬儀に集まったと伝えられる。バークとウィルズは、メルボルン墓地に埋葬された。
一方で、悲劇に終わった探検は決して無駄ではなかった。オーストラリア内陸部の理解が深まり、そこには内海はないと証明されたのである。さらに重要なことは、大陸の別々の場所から送られた救助隊により、広範囲の地勢が明らかとなった。

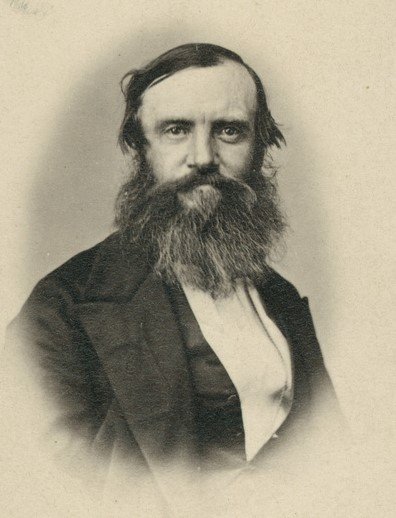
ジョン・マクドゥアル・スチュアート

1862年、記念碑がキャッスルメインの町を見下ろす場所に立てられた。そこはかつて探検隊を率いる前、バークが駐在した場所であった。一方、同年7月24日にはジョン・スチュアートが6回目の探検の末に現在のダーウィン東部の砂浜に到達し、12月17日に一人の犠牲者も出さずにアデレードに帰還した。ただし彼らは壊血病に冒されていたうえ、スチュアート自身は右目の視力を失っていた。その後、彼はイギリスに帰国し1866年に亡くなった。
ビクトリア州の町、ベンディゴ、バララット、フライヤーズタウンには記念像が建っている。1890年、探検隊が出発した地であるメルボルンのロイヤル・パーク内に記念像が建てられた。記念像の銘板にはこう刻まれている。
この記念碑は、バーク・ウィルズ探検隊が1860年8月20日に出発した場所を示すために建てられた。2人の勇敢なリーダーは使命を全うした後、帰還の途上にクーパー・クリークで1861年6月に亡くなった。

## 参照
- The [Melbourne] Argus, 1861. "The Burke and Wills exploring expedition: An account of the crossing the continent of Australia from Cooper Creek to Carpentaria, with biographical sketches of Robert O'Hara Burke and William John Wills." Melbourne: Wilson and Mackinnon.
- Bergin, Thomas John, & Australian Broadcasting Corporation, 1981. In the steps of Burke and Wills. Sydney: Australian Broadcasting Commission. ISBN 0-642-97413-6.
- Bergin, Thomas John, & Readers Digest, 1996. Across the outback.. Surrey Hills: Readers Digest. ISBN 0-86449-019-4.
- Bonyhady, Tim, 1991. Burke and Wills: From Melbourne to myth. Balmain: David Ell Press. ISBN 0-908197-91-8.
- Burke and Wills Outback Conference 2003, 2005. The Inaugural Burke & Wills Outback Conference : Cloncurry 2003 : a collation of presentations. Dave Phoenix, Cairns Qld. ISBN 0-646-44702-5
- Manning Clark's History of Australia, 1995, London: Pimlico, ISBN 0-7126-6205-7, Chapter 7: "Glory, Folly and Chance", pp.281-295
- Clune, Frank, 1937. Dig: A drama of central Australia. Sydney: Angus and Robertson.
- Colwell, Max, 1971. The journey of Burke and Wills. Sydney: Paul Hamlyn. ISBN 0-600-04137-9.
- Corke, David G, 1996. The Burke and Wills Expedition: A study in evidence. Melbourne: Educational Media International. ISBN 0-909178-16-X.
- Earl, John W, & McCleary, Barry V, 1994. "Mystery of the poisoned expedition." Nature,. Vol. 368.
- Ferguson, Charles D, 1888. Experiences of a Forty-Niner during the thirty-four years residence in California and Australia. Cleveland, Ohio: The Williams Publishing Co.
- Fitzpatrick, Kathleen, 1963. "The Burke and Wills Expedition and the Royal Society of Victoria." Historical Studies of Australia and New Zealand. Vol. 10 (No. 40), pp. 470-478.
- Judge, Joseph, & Scherschel, Joseph J, 1979, February 1979. "First across Australia: The journey of Burke and Wills." National Geographic Magazine, Vol. 155, pp.152-191.
- Moorehead, Alan McCrae, 1963. Coopers Creek. London: Hamish Hamilton.
  - アラン・ムーアヘッド、尾塩尚訳『恐るべき空白――死のオーストラリア縦断』（早川書房、1969年）
  - アラン・ムーアヘッド、木下秀夫訳『恐るべき空白――死のオーストラリア縦断』（早川書房〈ハヤカワ文庫〉、1979年）
- Murgatroyd, Sarah, 2002. The Dig Tree. Melbourne: Text Publishing. ISBN 1-877008-08-7.
- Phoenix, Dave, 2003. From Melbourne to the Gulf: A brief history of the VEE of 1860-1. Cairns: Self published.
- Victoria: Parliament, 1862. Burke and Wills Commission. Report of the Commissioners appointed to enquire into and report upon the circumstances connected with the sufferings and death of Robert O'Hara Burke and William John * Wills, the Victorian Explorers. Melbourne: John Ferres Government Printer.
- White, John, 1992. Burke and Wills: The stockade and the tree. Footscray, Vic: The Victoria University of Technology Library in association with Footprint Press.

この参考文献等は、英語版作成時のもので、日本語版作成時には参考にしておりません